# Horumonyaki

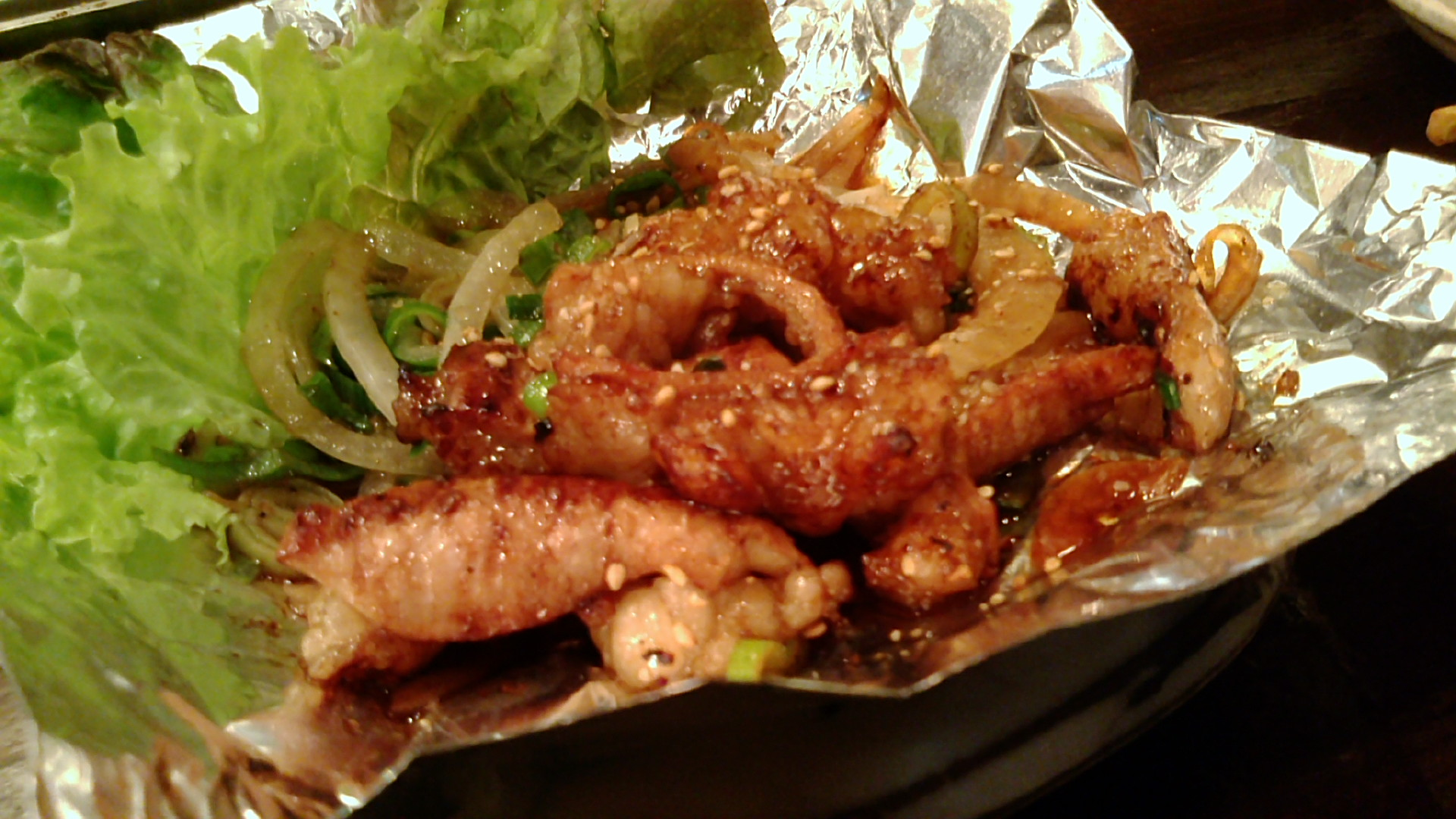
Horumonyaki.

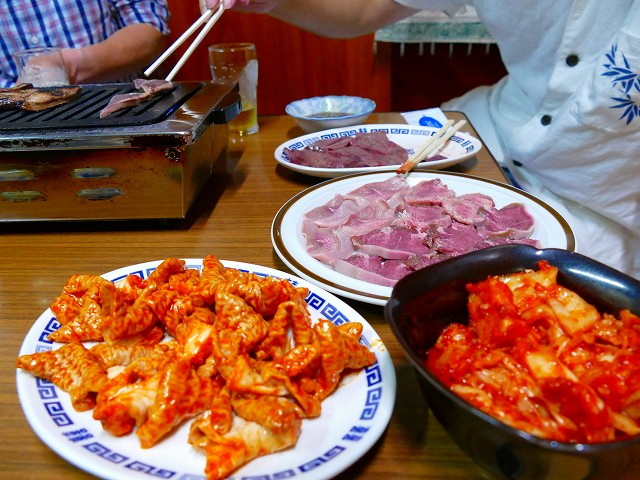
Horumonyaki được bày biện tại một nhà hàng.

Horumonyaki ( tiếng Nhật: ホルモン焼き ) là một món ăn của Nhật Bản được chế biến từ nội tạng bò hoặc lợn. Kitazato Shigeo, đầu bếp của một nhà hàng yōshoku (chuyên phục vụ các món ăn có nguồn gốc từ phương Tây) ở Osaka đã phát minh ra món ăn này và đăng ký thương hiệu vào năm 1940. Ban đầu, món ăn này có nguồn gốc từ món Yakiniku. Cái tên horumon có nguồn gốc từ từ " hormone ", với ý nghĩa ban đầu là "kích thích" trong tiếng Hy Lạp gốc. Thuật ngữ horumon cũng tương tự như thuật ngữ của phương ngữ Kansai hōrumon (放る物), có nghĩa là "hàng bỏ đi". Do vậy, Horumonyaki còn nổi tiếng là một "món ăn của sự bền bỉ".
Mặc dù loại thịt để chế biến horumon có thể là thịt bò hoặc thịt lợn, song thịt lợn được sử dụng phổ biến hơn. (Lưu ý: Tùy thuộc vào nguồn gôc của động vật và phương ngữ khu vực mà chúng có tên gọi khác nhau. ). Những nguyên liệu phổ biến để nấu horumon bao gồm:
- gari : thực quản
- hatu : tim *
- hatumoto: động mạch phổi*
- kobukuro : tử cung
- oppai: vú động vật
- sagari : cơ hoành
- shibire : tuyến tụy
- shiro (nghĩa đen là " màu mtrắng"): ruột
- teppō (nghĩa đen là "súng trường"): trực tràng

Mặc dù từ "tim" thường được phát âm và viết bằng chữ viết La Mã (romaji) với âm "a" mang trường âm và được viết là "aa" như trong haasu, nhưng trong tiếng Nhật âm này không dài nên đó là âm "a".